# La Belle Ferronière

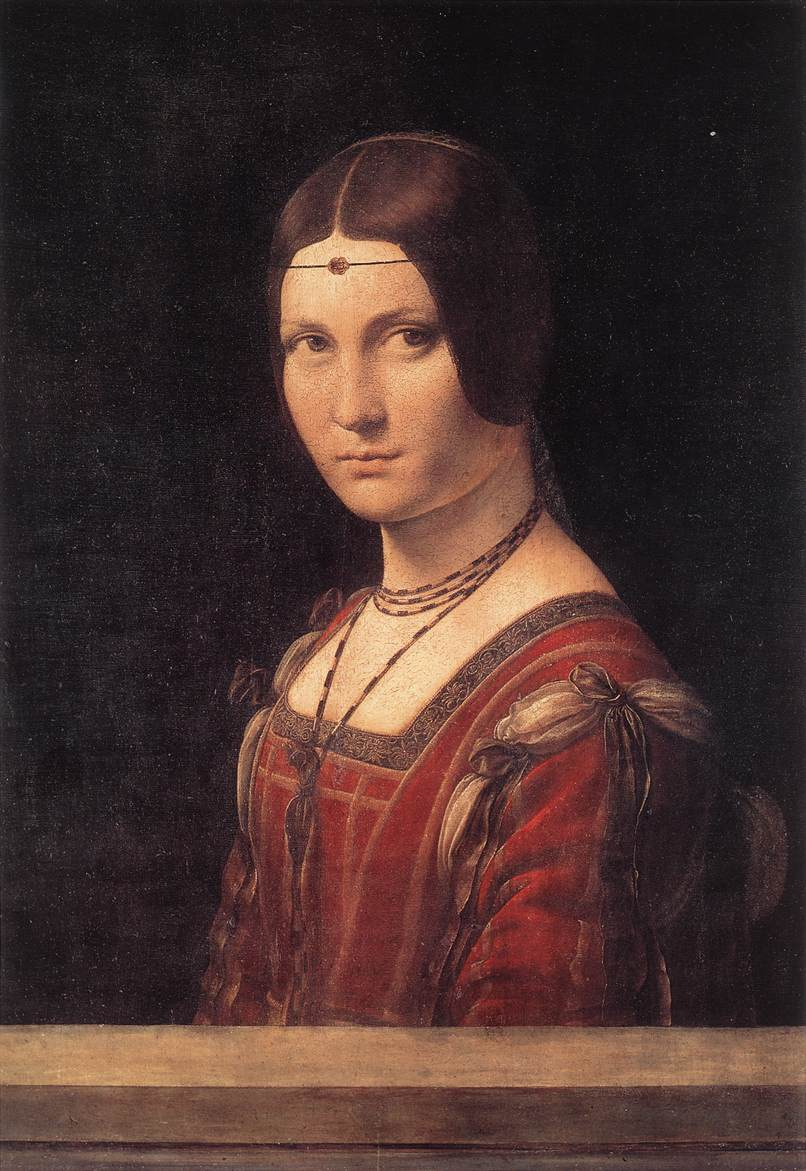
La Belle Ferronière.
Gemälde von Leonardo da Vinci

Madame Féron, genannt La Belle Ferronière, (* 1500; † um 1530 oder 1540) war die Mätresse des französischen Königs Franz I.

## Leben
Madame Féron war die Tochter des Anwalts Jean Féron und heiratete einen Pariser Rechtsanwalt. Sie diente am französischen Hof als Hofdame für die Königin Claude de France. Durch ihre Schönheit erregte sie das Interesse des Königs und er nahm sie als seine Mätresse. Ihr eifersüchtiger Mann entschied sich, sich grausam an Franz I. zu rächen, indem er sich in einem Bordell mit Syphilis ansteckte. Über seine Frau steckte sich der französische König mit der Geschlechtskrankheit an und wurde dadurch unfruchtbar.

## Erwähnenswertes
Das Schmuckset Ferronière soll nach Madame Féron benannt sein. Der Kopfschmuck bestand aus einem verzierten Reifen, der am oberen Stirnrand mit einem besonderen Schmuckstein oder mit einer Perle in Tropfenform besetzt war.